# Gand-Wevelgem 1953
La Gand-Wevelgem 1953, quindicesima edizione della corsa, si svolse il 29 marzo su un percorso di 240 km, con partenza a Gand e arrivo a Wevelgem. Fu vinta dal belga Raymond Impanis della Girardengo-Eldorado davanti all'olandese Wim van Est e al belga Germain Derijcke.

## Ordine d'arrivo (Top 10)
| Pos. | Corridore           | Squadra             | Tempo    |
| ---- | ------------------- | ------------------- | -------- |
| 1    | Raymond Impanis     | Girardengo-Eldorado | 7h16'00" |
| 2    | Wim van Est         | Garin-Wolber        | a 1'30"  |
| 3    | Germain Derijcke    | Welter              | a 2'30"  |
| 4    | Rik Van Steenbergen | Mercier-Hutchinson  | a 2'34"  |
| 5    | Désiré Keteleer     | Bianchi-Pirelli     | s.t.     |
| 6    | Hein Van Breenen    | Individuale         | a 3'20"  |
| 7    | Jean Storms         | Individuale         | a 5'12"  |
| 8    | André Rosseel       | Terrot-Hutchinson   | s.t.     |
| 9    | Roger Decock        | Bertin              | s.t.     |
| 10   | Boudewijn Devos     | Bertin              | a 11'18" |